# Boistrudan
Boistrudan är en kommun i departementet Ille-et-Vilaine i regionen Bretagne i nordvästra Frankrike. Kommunen ligger i kantonen Janzé som tillhör arrondissementet Rennes. År 2022 hade Boistrudan 726 invånare.

## Befolkningsutveckling
Antalet invånare i kommunen Boistrudan
Referens:INSEE